# Andújar
Andújar é um município da Espanha na província de Jaén, comunidade autónoma da Andaluzia, de área 956,8 km² com população de 37 975 habitantes (2016) e densidade populacional de 39,36 hab./km².

## Demografia
| Variação demográfica do município entre 1996 e 2016 | Variação demográfica do município entre 1996 e 2016 | Variação demográfica do município entre 1996 e 2016 | Variação demográfica do município entre 1996 e 2016 |
| --------------------------------------------------- | --------------------------------------------------- | --------------------------------------------------- | --------------------------------------------------- |
| 1996                                                | 2001                                                | 2007                                                | 2016                                                |
| 37705                                               | 37903                                               | 38769                                               | 37975                                               |